# Рэкер, Эфраим
Эфраим Рэкер (Efraim «Ef» Racker; 28 июня 1913, Новы-Сонч — 9 сентября 1991, Сиракьюс, штат Нью-Йорк) — американский биохимик, биоэнергетик. Профессор Корнеллского университета, член Национальной АН США (1966). Удостоен Национальной научной медали (1976), лауреат международной премии Гайрднера (1980).

## Биография
Родился в еврейской семье, спустя два года после его рождения переехавшей в Вену, где он и вырос. Первоначально решив стать художником, Рэкер в 1930 году поступил в Венскую академию искусств, однако будучи неудовлетворён обучением там, оставил её в 1932 году и приступил к изучению медицины в Венском университете, где окончил медицинский факультет в 1938 году — во время аншлюса Австрии. Бежал через Данию в Великобританию, где биохимик Ю. Г. Квостэл предложил ему работу в Кардиффской городской психиатрической больнице в Уэльсе. С вступлением Великобритании в войну Рэкер как «вражеский иностранец» был интернирован на острове Мэн. 
С 1941 года в США. С 1944 года работал на кафедре микробиологии школы медицины Нью-Йоркского университета, с 1952 года ассоциированный профессор Йельской медицинской школы (здесь он открыл транскетолазы), в 1954 году получил должность начальника департамента Public Health Research Institute Нью-Йорка, а в Нью-Йоркском университете — профессора микробиологии. В 1966 году стал первым профессором биохимии и молекулярной биологии имени Альберта Эйнштейна Корнеллского университета, а также главой его секции биохимии и перевёл большую часть своей лаборатории в Итаку.
Автор около 500 научных работ.
Удостоился почётных степеней в Чикагском и Рочестерском университетах. Также был отмечен Warren Triennial Prize (1974, совместно с Питером Митчеллом).
В 1945 году женился на Franziska Racker, в 1950 году у них родилась дочь.